# Fej

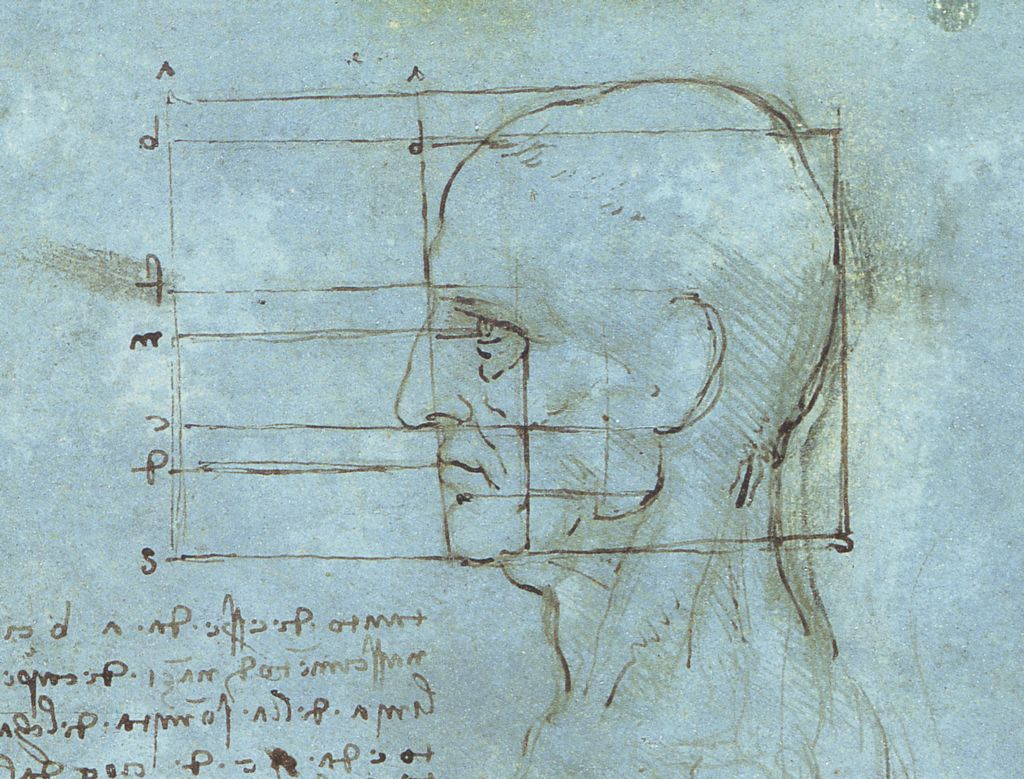
Az emberi fej Leonardo da Vinci rajzán

Egy ember és egy hangya feje

Az anatómiában egy állat feje (caput) a test rosztrális részén található, általában az agyat és a szemeket, a füleket, orrot és szájat (más funkcióik mellett a látás, hallás, szaglás és ízlelés érzékszerveit) tartalmazó testrész. A nagyon egyszerű állatok egy részének nincsen feje, de a legtöbb kétoldalian szimmetrikus állatnak van.